# Dänischer Fußballpokal 1966/67
Der Dänische Fußballpokal 1966/67 war die 13. Austragung des dänischen Pokalwettbewerbs der Männer. Er wurde vom dänischen Fußballverband ausgetragen. Das Finale fand traditionell am Himmelfahrtstag (4. Mai 1967) im Københavns Idrætspark von Kopenhagen statt. Pokalsieger wurde Randers SK Freja, der sich im Finale gegen Titelverteidiger Aalborg BK durchsetzte.
Alle Begegnungen wurden in einem Spiel ausgetragen. Bei unentschiedenem Ausgang wurde zur Ermittlung des Siegers eine Verlängerung gespielt. Stand danach kein Sieger fest, folgte ein Elfmeterschießen. Ab dem Halbfinale wurde bei einem Remis das Spiel wiederholt.

## 1. Runde
Es nahmen 56 Mannschaften von der dritten Klasse abwärts teil.
|                    | Ergebnis              |                        |
| ------------------ | --------------------- | ---------------------- |
| IF AIA-Tranbjerg   | 0:5                   | Vejen SF               |
| B 1921 Nykøbing    | 3:3 n. V. (4:3 i. E.) | BK Stadion             |
| B 47 Esbjerg       | 4:1                   | BK Thor                |
| Ballerup IF        | 2:0                   | Frederiksberg BK       |
| Brande IF          | 1:1 n. V. (4:5 i. E.) | Haderslev FK           |
| BK Dalgas          | 2:3                   | BK Hero                |
| Esbjerg ØB         | 1:2                   | Aabyhøj IF             |
| Frederikssund IK   | 0:2                   | Knabstrup IF           |
| IF Fuglebakken     | 0:2                   | Vorup Frederiksberg BK |
| Herfølge BK        | 1:3 n. V.             | Rønne IK               |
| Hjørring IF        | 3:2                   | Randers KFUM           |
| Holbæk B&I         | 8:1                   | BK Frem Sakskøbing     |
| Holstebro BK       | 2:1 n. V.             | Hobro IK               |
| Kastrup BK         | 4:0                   | Ullerød GF             |
| Kerteminde BK      | 2:1                   | Hørby IF               |
| Kirke Såby IF Thor | 1:3 n. V.             | IK Viking Rønne        |
| Korsør BK          | 4:0                   | Hagested IF            |
| Nakskov BK         | 3:3 n. V. (4:5 i. E.) | Lyngby BK              |
| Rødby fB           | 0:5                   | Herlev IF              |
| Silkeborg IF       | 2:1 n. V.             | Kolding IF             |
| Slagelse B&I       | 2:1 n. V.             | Fremad Amager          |
| Stoholm IF         | 3:1 n. V.             | Struer BK              |
| Svendborg fB       | 0:2                   | Nyborg G&IF            |
| Tårnby BK          | 3:2                   | BK Rødovre             |
| Tårup IF           | 0:2                   | Tved BK                |
| BK Velo            | 1:0                   | Hellerup IK            |
| IK Aalborg Chang   | 4:0                   | Assens G&IK            |
| Aalborg Freja      | 5:1                   | Tarup Paarup IF        |

## 2. Runde
Teilnehmer waren die 28 Sieger der ersten Runde und die zwölf Vereine aus der 2. Division 1966.
|                  | Ergebnis              |                        |
| ---------------- | --------------------- | ---------------------- |
| B 1901 Nykøbing  | 3:3 n. V. (2:1 i. E.) | Vorup Frederiksberg BK |
| B 1921 Nykøbing  | 3:2                   | BK Hero                |
| B 47 Esbjerg     | 3:3 n. V. (2:4 i. E.) | Lyngby BK              |
| Ballerup IF      | 0:2                   | B.93 Kopenhagen        |
| Herlev IF        | 4:0                   | Kastrup BK             |
| Hjørring IF      | 1:2                   | Slagelse B&I           |
| Holbæk B&I       | 5:0                   | Kerteminde BK          |
| Horsens fS       | 3:2 n. V.             | Haderslev FK           |
| Knabstrup IF     | 3:2 n. V.             | BK Velo                |
| Nyborg G&IF      | 0:3                   | Brønshøj BK            |
| Næstved IF       | 2:3                   | Viborg FF              |
| Odense KFUM      | 1:2                   | Korsør BK              |
| Randers SK Freja | 3:2                   | Stoholm IF             |
| Rønne IK         | 3:0                   | Holstebro BK           |
| Silkeborg IF     | 4:1                   | Tårnby BK              |
| Tved BK          | 3:2                   | Frederikshavn fI       |
| Vanløse IF       | 3:1                   | IK Aalborg Chang       |
| Vejen SF         | 5:1                   | Aalborg Freja          |
| IK Viking Rønne  | 2:3                   | Odense BK              |
| Aabyhøj IF       | 0:5                   | Ikast FS               |

## 3. Runde
Teilnehmer: Die 20 Sieger der zweiten Runde und die zwölf Vereine aus der 1. Division 1966.
|                  | Ergebnis              |                      |
| ---------------- | --------------------- | -------------------- |
| AB Gladsaxe      | 3:0                   | Vejen SF             |
| Aarhus GF        | 2:3                   | Vejle BK             |
| B 1913 Odense    | 1:2                   | Kjøbenhavns Boldklub |
| Brønshøj BK      | 2:0                   | Rønne IK             |
| Horsens fS       | 3:0                   | Esbjerg fB           |
| Hvidovre IF      | 6:1                   | Køge BK              |
| Ikast FS         | 4:0                   | B 1909 Odense        |
| Korsør BK        | 1:1 n. V. (4:2 i. E.) | B 1903 Kopenhagen    |
| Lyngby BK        | 2:1                   | Herlev IF            |
| Odense BK        | 5:2                   | Knabstrup IF         |
| Randers SK Freja | 11:10                 | B 1921 Nykøbing      |
| Silkeborg IF     | 3:2                   | Holbæk B&I           |
| Slagelse B&I     | 1:2                   | B.93 Kopenhagen      |
| Tved BK          | 1:3                   | BK Frem Kopenhagen   |
| Vanløse IF       | 0:3                   | Aalborg BK           |
| Viborg FF        | 3:1                   | B 1901 Nykøbing      |

## 4. Runde
Teilnehmer: Die 16 Sieger der dritten Runde.
|                    | Ergebnis |                      |
| ------------------ | -------- | -------------------- |
| BK Frem Kopenhagen | 1:2      | Randers SK Freja     |
| Ikast FS           | 2:3      | Kjøbenhavns Boldklub |
| Korsør BK          | 1:3      | Brønshøj BK          |
| Lyngby BK          | 1:3      | B.93 Kopenhagen      |
| Silkeborg IF       | 1:0      | Odense BK            |
| Vejle BK           | 2:1      | AB Gladsaxe          |
| Viborg FF          | 1:4      | Hvidovre IF          |
| Aalborg BK         | 2:1      | Horsens fS           |

## Viertelfinale
|                  | Ergebnis |                      |
| ---------------- | -------- | -------------------- |
| Brønshøj BK      | 1:3      | B.93 Kopenhagen      |
| Hvidovre IF      | 1:2      | Aalborg BK           |
| Randers SK Freja | 2:1      | Kjøbenhavns Boldklub |
| Silkeborg IF     | 2:0      | Vejle BK             |

## Halbfinale
|                 | Ergebnis |                  |
| --------------- | -------- | ---------------- |
| B.93 Kopenhagen | 4:5      | Randers SK Freja |
| Silkeborg IF    | 0:1      | Aalborg BK       |

## Finale
| Paarung          | Randers SK Freja – Aalborg BK |
| Ergebnis         | 1:0 (1:0) |
| Datum            | 4. Mai 1967 |
| Stadion          | Københavns Idrætspark, Kopenhagen |
| Zuschauer        | 13.700 |
| Schiedsrichter   | Arnth Jensen |
| Tore             | 1:0 Erik Sørensen (30.) |
| Randers SK Freja | Alfred Mogensen – Ole Nielsen, Jørgen Rasmussen, Per Lykke, Johannes Enevoldsen – Knud Olesen, Erik Sørensen, René Møller – Leif Raaby, Leo Jensen, Anders Bødker. Cheftrainer: Kaj Christiansen                |
| Aalborg BK       | Kurt Winde – Preben Larsen, Jørgen Christensen, Leif Skov, Henning Munk Jensen – Heini Hald, Poul Erik Nielsen, Poul Erik Thomsen – Kurt Berthelsen, Kjeld Thorst, Alfred Nielsen. Cheftrainer: Kaarlo Niilonen |